# Arquidiócesis de Chihuahua
La arquidiócesis de Chihuahua (en latín: Archidioecesis Chihuahuensis) es una circunscripción eclesiástica de la Iglesia católica en México. Se trata de una arquidiócesis latina, sede metropolitana de la provincia eclesiástica de Chihuahua. Desde el 29 de septiembre de 2009 su arzobispo es Constancio Miranda Weckmann.

## Territorio y organización
La arquidiócesis tiene 53 958 km² y extiende su jurisdicción sobre los fieles católicos de rito latino residentes en 20 municipios del estado de Chihuahua: Aldama, Aquiles Serdán, Camargo, Coyame del Sotol, La Cruz, Chihuahua, Delicias, Dr. Belisario Domínguez, Santa Isabel, Gran Morelos, Julimes, Manuel Benavides, Meoqui, Nonoava, Ojinaga, Rosales, San Francisco de Borja, San Francisco de Conchos, Satevó y Saucillo. El arzobispo es miembro de la Conferencia del Episcopado Mexicano y pertenece a la Zona Pastoral Norte.
La sede de la arquidiócesis se encuentra en la ciudad de Chihuahua, en donde se halla la Catedral de la Santa Cruz, Nuestra Señora de Regla y San Francisco de Asís.
La arquidiócesis tiene como sufragáneas a las diócesis de: Ciudad Juárez, Cuauhtémoc-Madera, Nuevo Casas Grandes, Parral y Tarahumara.
En 2021 en la arquidiócesis existían 82 parroquias agrupadas en 12 decanatos a su vez agrupados en 5 vicarias zonales: Chihuahua Sur, Chihuahua Norte, Delicias-Camargo, San Pedro de Jesús Maldonado, y Ojinaga.
| Decanato San Felipe     | Decanato N.S. de Guadalupe   | Decanato La Santa Cruz                |
| Decanato Nombre de Dios | Decanato N.S. del Refugio    | Decanato Santa Rosalía                |
| Decanato San Antonio    | Decanato San Juan Pablo II   | Decanato Nuestro Padre Jesús          |
| Decanato Catedral       | Decanato San Isidro Labrador | Decanato San Pedro de Jesús Maldonado |

## Historia

### Antecedentes
La evangelización de lo que hoy es el Estado de Chihuahua se inició en la segunda mitad del siglo XVI, a partir de la fundación de la primera parroquia, la de Santa Bárbara hacia 1564 por los franciscanos procedentes de la custodia de Zacatecas. Inicialmente el territorio dependía de la diócesis de Guadalajara, hasta 1620, cuando se erigió la diócesis de Guadiana o Nueva Vizcaya, con sede en la ciudad de Durango, que tenía jurisdicción sobre un inmenso territorio, incluido el estado de Chihuahua.
A inicios del siglo XVII, llegaron a la región los jesuitas; tantos ellos como los franciscanos se dedicaron a evangelizar a los indígenas, mientras los seculares se hicieron cargo de parroquias españolas. Los jesuitas se encargaron de los pobladores de la sierra Tarahumara y los franciscanos de la llanura.
A principios del siglo XIX el obispo de Durango Juan Francisco de Castañiza y González, marqués de Castañiza estableció un vicariato in cápita en Chihuahua, correspondiente a los actuales vicarios foráneos, encabezado por el párroco de la ciudad de Chihuahua con jurisdicción sobre todo el estado.

### Diócesis
La diócesis de Chihuahua fue erigida el 23 de junio de 1891 con la bula Illud in primis del papa León XIII, obteniendo el territorio de la diócesis de Durango, que a su vez fue elevada al rango de arquidiócesis metropolitana, teniendo la sede de Chihuahua como sufragánea.
El primer obispo de Chihuahua fue José de Jesús Ortiz y Rodríguez quien fue elegido el 15 de junio de 1893, siendo ordenado como tal el 10 de septiembre de 1893 y tomando posesión el 3 de octubre de 1893.
La primera desmembración territorial que tuvo la diócesis chihuahuense fue el 6 de mayo de 1950, para la erección de la misión sui iuris de Tarahumara.
El 10 de abril de 1957 cedió una porción de su territorio parala erección de la diócesis de Ciudad Juárez mediante la bula In similitudinem Christi del papa Pío XII.

### Arquidiócesis
El 22 de noviembre de 1958 la diócesis fue elevada al rango de arquidiócesis metropolitana con la bula Supremi muneris del papa Juan XXIII. Antonio Guízar y Valencia, quién se desempeñaba como obispo de Chihuahua, pasó a ser el primer arzobispo. Originalmente pasó a tener como diócesis sufragáneas a las diócesis de Sonora y Ciudad Juárez y al vicariato apostólico de Tarahumara.
El 8 de enero de 1959 se instituyó el cabildo catedralicio con la bula Cum venerabilis del papa Juan XXIII.
El 15 de octubre de 1963 se amplió mediante el decreto Concrediti gregis de la Congregación Consistorial con los municipios de Ojinaga, Coyame del Sotol, Manuel Benavides y Guerrero que pertenecían a la diócesis de Ciudad Juárez.
La primera desmembración territorial que tuvo la arquidiócesis chihuahuense fue el 25 de abril de 1966, para la erección de la prelatura territorial de Madera.
El arzobispo Adalberto Almeida y Merino publicó dos cartas pastorales sobre el ejercicio del voto en la política. En 1983 en la carta Votar con responsabilidad. Una orientación cristiana recomendaba votar teniendo en cuenta el respeto a la dignidad de los pobres, la defensa de los débiles de la sociedad, el rechazo a los que dominan por el poder del dinero o por el poder autoritario, conceptos reafirmados en la carta pastoral de 1986 Coherencia cristiana en la política, en el que llamó a votar de forma coherente y razonada, denunciando la corrupción y el fraude electoral. Como respuesta al fraude electoral, el arzobispo decidió cerrar todas las iglesias de la arquidiócesis para el culto, pero ante la presión de la Santa Sede revocó esta medida a las pocas semanas.
En 1990 recibió la visita del papa Juan Pablo II durante su viaje apostólico a México.
El 11 de mayo de 1992 cedió otra porción de su territorio para la erección de la diócesis de Parral mediante la bula Qui de Ecclesiis del papa Juan Pablo II.
El 17 de noviembre de 1995 cedió otra porción de su territorio a la prelatura territorial de Madera, que a su vez fue elevada a diócesis y asumió el nombre de diócesis de Cuauhtémoc-Madera mediante la bula Cum praelatura del papa Juan Pablo II.

## Estadísticas
Según el Anuario Pontificio 2022 la arquidiócesis tenía a fines de 2021 un total de 1 557 165 fieles bautizados.
| Año                                                                             | Población            | Población | Población      | Sacerdotes | Sacerdotes    | Sacerdotes    | Bautizados por sacerdote | Diáconos permanentes | Religiosos | Religiosos | Parroquias |
| Año                                                                             | Bautizados católicos | Total     | % de católicos | Total      | Clero secular | Clero regular | Bautizados por sacerdote | Diáconos permanentes | Varones    | Mujeres    | Parroquias |
| ------------------------------------------------------------------------------- | -------------------- | --------- | -------------- | ---------- | ------------- | ------------- | ------------------------ | -------------------- | ---------- | ---------- | ---------- |
| 1950                                                                            | 815 000              | 836 000   | 97.5           | 94         | 61            | 33            | 8670                     |                      | 33         | 210        | 53         |
| 1966                                                                            | 610 500              | 667 901   | 91.4           | 108        | 87            | 21            | 5652                     |                      | 27         | 329        | 41         |
| 1970                                                                            | 768 000              | 799 902   | 96.0           | 130        | 107           | 23            | 5907                     |                      | 37         | 346        | 49         |
| 1976                                                                            | 963 360              | 999 336   | 96.4           | 108        | 85            | 23            | 8920                     |                      | 28         | 289        | 55         |
| 1980                                                                            | 1 037 491            | 1 090 718 | 95.1           | 99         | 81            | 18            | 10 479                   |                      | 27         | 264        | 54         |
| 1990                                                                            | 1 940 438            | 2 180 374 | 89.0           | 111        | 88            | 23            | 17 481                   | 12                   | 36         | 226        | 65         |
| 1999                                                                            | 935 701              | 1 039 668 | 90.0           | 116        | 86            | 30            | 8066                     | 9                    | 39         | 175        | 53         |
| 2000                                                                            | 954 415              | 1 060 461 | 90.0           | 116        | 85            | 31            | 8227                     | 9                    | 43         | 182        | 61         |
| 2001                                                                            | 973 503              | 1 081 670 | 90.0           | 108        | 77            | 31            | 9013                     | 8                    | 44         | 189        | 62         |
| 2002                                                                            | 992 973              | 1 103 303 | 90.0           | 117        | 85            | 32            | 8486                     | 8                    | 45         | 188        | 62         |
| 2003                                                                            | 990 326              | 1 125 370 | 88.0           | 115        | 86            | 29            | 8611                     | 8                    | 37         | 190        | 62         |
| 2004                                                                            | 1 010 133            | 1 285 624 | 78.6           | 106        | 78            | 28            | 9529                     | 8                    | 33         | 192        | 62         |
| 2006                                                                            | 1 176 000            | 1 321 000 | 89.0           | 131        | 102           | 29            | 8977                     | 10                   | 38         | 185        | 59         |
| 2013                                                                            | 1 385 649            | 1 487 937 | 93.1           | 146        | 119           | 27            | 9490                     | 8                    | 33         | 161        | 66         |
| 2016                                                                            | 1 394 403            | 1 491 815 | 93.5           | 159        | 118           | 41            | 8769                     | 7                    | 47         | 157        | 85         |
| 2019                                                                            | 1 465 640            | 1 564 628 | 93.7           | 159        | 123           | 36            | 9217                     | 17                   | 41         | 150        | 85         |
| 2021                                                                            | 1 557 165            | 1 658 615 | 93.9           | 172        | 130           | 42            | 9053                     | 17                   | 43         | 131        | 82         |
| Fuente: Catholic-Hierarchy, que a su vez toma los datos del Anuario Pontificio. |                      |           |                |            |               |               |                          |                      |            |            |            |

## Episcopologio

### Obispos de Chihuahua
| Foto | Escudo | Nombre del titular                   | Período                                      | Fin del cargo (razón)             |
| ---- | ------ | ------------------------------------ | -------------------------------------------- | --------------------------------- |
|      |        | José de Jesús Ortiz y Rodríguez †    | 15 de junio de 1893-16 de septiembre de 1901 | Nombrado arzobispo de Guadalajara |
|      |        | Nicolás Pérez Gavilán y Echeverría † | 5 de marzo de 1902-3 de diciembre de 1919    | Falleció                          |
|      |        | Antonio Guízar y Valencia †          | 30 de julio de 1920-22 de noviembre de 1958  | Nombrado arzobispo                |

### Arzobispos de Chihuahua
| Foto      | Escudo | Nombre del titular           | Período                                      | Fin del cargo (razón) |
| --------- | ------ | ---------------------------- | -------------------------------------------- | --------------------- |
|           |        | Antonio Guízar Valencia †    | 22 de noviembre de 1958-24 de agosto de 1969 | Retirado              |
|           |        | Adalberto Almeida y Merino † | 24 de agosto de 1969-24 de junio de 1991     | Retirado              |
|           |        | José Fernández Arteaga †     | 24 de junio de 1991-29 de septiembre de 2009 | Retirado              |
| ceentrado |        | Constancio Miranda Weckmann  | Desde el 29 de septiembre de 2009            |                       |